# IPhone OS 2
iPhone OS 2 é o segundo maior lançamento do sistema operacional móvel iOS desenvolvido pela Apple Inc., sendo o sucessor do iPhone OS 1. Foi a primeira versão do iOS a suportar aplicativos de terceiros por meio da App Store. O iPhone OS 2.2.1 foi a versão final do iPhone OS 2. Foi sucedido pelo iPhone OS 3 em 17 de junho de 2009.
O iPhone OS 2.0 ficou disponível em 11 de julho de 2008 com o lançamento do iPhone 3G. Dispositivos que executam 1.x podem ser atualizados para esta versão. Esta versão do iOS apresenta a App Store, disponibilizando aplicativos de terceiros para o iPhone e o iPod Touch. Antes do lançamento público do iPhone OS 2.0, a Apple realizou um evento para anunciar o kit de desenvolvimento de software do iPhone OS ("SDK") aos desenvolvedores.

## Características

### App Store
A característica mais notável do iPhone OS 2 foi a App Store. Antes desse recurso ser introduzido, a única maneira de instalar aplicativos personalizados no dispositivo era através do jailbreak, o que é altamente desencorajado e não é suportado pela Apple. Havia 500 aplicativos disponíveis para download no lançamento da App Store, embora esse valor tenha crescido dramaticamente desde então. Agora, a App Store tem mais de 2 milhões de aplicativos a partir de 2016.

### Mail
O aplicativo Mail teve uma transformação, com e-mails de envio que fornecem uma capacidade sempre ativa. Ele também suporta anexos do Microsoft Office, bem como anexos do iWork. Outros novos recursos, incluindo suporte para cópia oculta, exclusão de vários e-mails e a capacidade de selecionar um e-mail de saída.

### Contatos
O aplicativo Contatos agora tem um novo ícone da tela inicial que está disponível apenas no iPod Touch. Junto com o lançamento é a capacidade de pesquisar contatos sem ser pesquisado um por um, bem como a capacidade de importação de contatos do SIM.

### Maps
Novos recursos foram adicionados ao aplicativo do Apple Maps na atualização de software do iPhone OS 2.2. Entre os recursos adicionados estão a inclusão do Google Street View, as rotas para o transporte público e durante a caminhada e a capacidade de exibir o endereço de um marcador ignorado.

### Calculadora
Quando o dispositivo está no modo paisagem, o aplicativo calculadora exibe uma calculadora científica. Além disso, o ícone do aplicativo é atualizado.

### Configurações
As Configurações agora tinham a capacidade de ativar o Wi-Fi novamente no modo Avião, bem como a capacidade de ativar/desativar os Serviços de Localização dentro do aplicativo.